# Aéroport international Georges-Enesco
L'aéroport international Georges-Enesco (en roumain : Aeroportul Internațional „George Enescu”) (code IATA : BCM • code OACI : LRBC) est un aéroport civil et militaire situé à Bacău en Roumanie. Plus grand aéroport du nord-est du pays, son activité concerne le județ de Bacău et les județe voisins. Il est desservi notamment par des compagnies aériennes à bas prix. La base aérienne 95 (en) (Băza Aeriană 95) et la flottille aérienne 95 (Flotila 95 Aeriană „Erou căpitan aviator Alexandru Șerbănescu”) des Forces aériennes roumaines y sont établies, ainsi que le constructeur aéronautique et de matériel militaire Aerostar.
Le nom de l'aéroport fait honneur au compositeur roumain Georges Enesco (en roumain : George Enescu).

## Situation
Georges-Enesco est situé à environ quatre kilomètres au sud du centre de la ville de Bacău, dans le quartier de République (en roumain : Republicii). Son emprise est entièrement située sur le territoire de la municipalité de Bacău. La route européenne 85 passe à quelques centaines de mètres à l'est de l'aéroport selon un axe nord-sud et permet de rejoindre le centre de Bacău au nord, et les villes de Nicolae Bălcescu et Focșani au sud. Prenant son origine sur un carrefour situé à quelques centaines de mètres de l'aéroport au nord-est, la route européenne 574 passe au nord de l'aéroport selon un axe approximativement est-ouest, puis sud-est/nord-ouest, se dirigeant vers Onești.
| \| 50 km1:1 922 000 \| Bacău Baia Mare-Maramureș Brașov Bucarest-Aurel-Vlaicu Bucarest-Henri-Coandă Cluj-Napoca Constanța Iași Sibiu Târgu Mureș Timișoara Arad Craiova Oradea Satu Mare Suceava |
| 50 km1:1 922 000 |

## Histoire

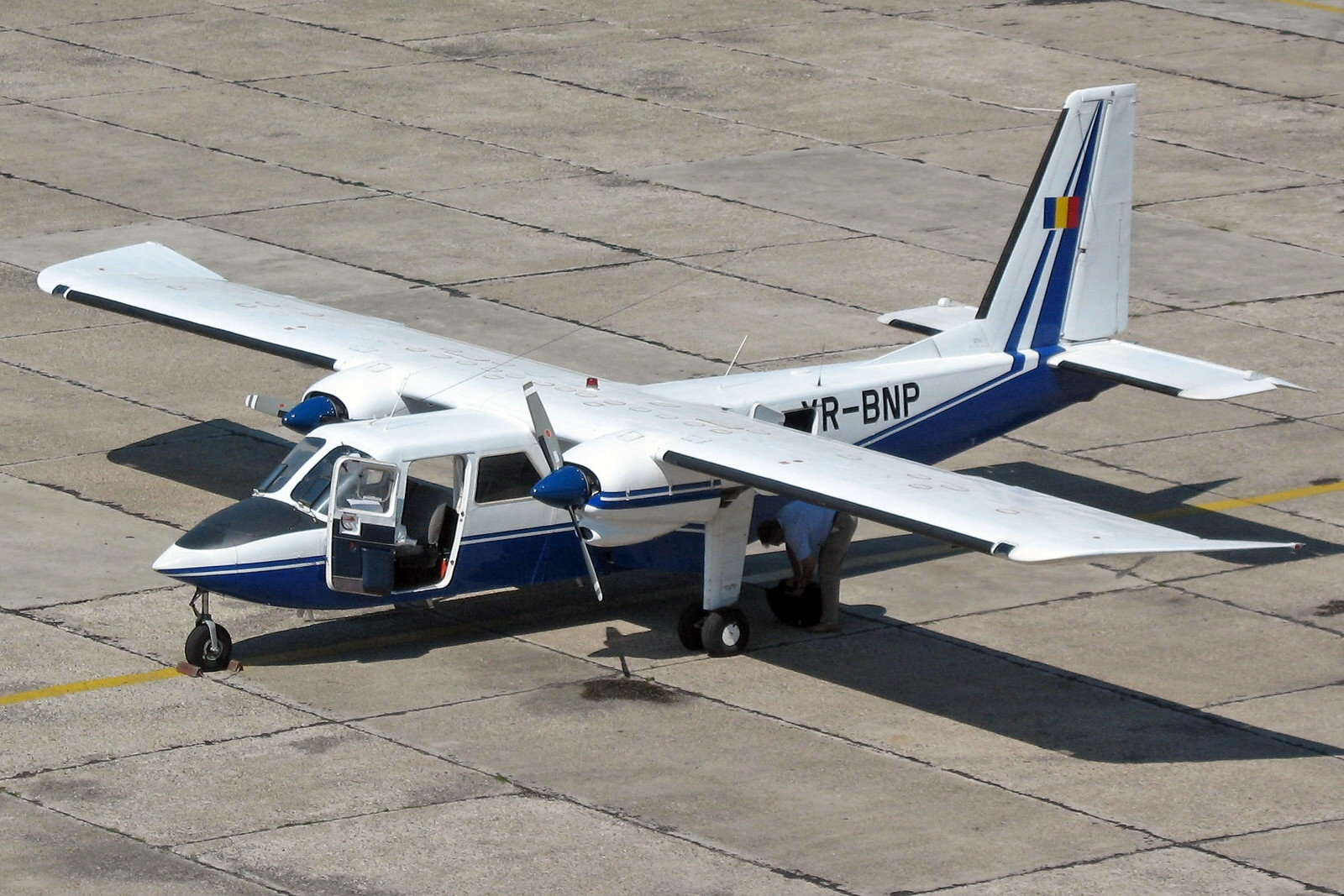
Un Britten-Norman Islander sur le tarmac en 2008.

Du temps des pionniers de l'aviation, au début du XXe siècle, des aéronefs atterrissent déjà dans la zone de Bacău. L'aéroport est ouvert pour le transport public de passagers et de marchandises le 1er avril 1946 ; la construction d'un terminal moderne pour les passagers, avec une tour de contrôle, est entreprise en 1970 et achevée en 1971. Il devient, par décret présidentiel, aéroport international le 30 décembre 1975. Il est agrandi et modernisé en 2005. 

En 2009, il devient le premier aéroport roumain à être administré par une société privée non gouvernementale : BlueAero, détenue à 100 % par la compagnie aérienne Blue Air, elle-même aussi entièrement privée. Lorsque la holding propriétaire de Blue Air fait faillite, l'aéroport retourne sous une administration publique, celle de collectivités locales. Seulement dix pour cent de la modernisation prévue dans le contrat de reprise avait été réalisé, du fait des problèmes financiers de la holding. La nouvelle structure administrant l'aéroport, détenue à parts égales par la municipalité et le gouvernement local promet un grand programme de modernisation, devant être terminé en 2016. 

Une nouvelle société a d'autre part repris Blue Air qui est maintenant le principal opérateur de la plate-forme. Tarom s'en est retiré, et Carpatair a supprimé tous ses vols réguliers, n'y effectuant que du trafic charter vers l'Italie.
Pourtant, aujourd'hui, l'aéroport international Georges-Enesco traite un flux conséquent de plus de 300 000 passagers par an. Cependant, après une augmentation constante ces dernières années, cette fréquentation est en baisse en 2013.

## Compagnies aériennes et destinations
| Compagnies | Destinations |
| ---------- | --- |
| AeroItalia | Bergame-Orio al Serio, Rome Léonard-de-Vinci/Fiumicino |
| Dan Air    | - Barcelone-El Prat, - Bergame-Orio al Serio, - Bologne-Borgo Panigale, - Bruxelles-National, - Dortmund, - Dublin, - Liverpool-J.-Lennon, - Londres-Luton, - Paris-Beauvais, - Rome Léonard-de-Vinci/Fiumicino, - Turin S.-Pertini (Caselle) En saison: Madrid-Barajas |
| Wizz Air   | Londres-Luton, Milan-Malpensa, Rome Léonard-de-Vinci/Fiumicino |

Édité le 10/09/2017. Actualisé le 13/04/2023.

## Statistiques
Le graphique qui aurait dû être présenté ici ne peut pas être affiché car il utilise l'ancienne extension Graph, désactivée pour des questions de sécurité. Des indications pour créer un nouveau graphique avec la nouvelle extension Chart sont disponibles ici.

Voir la requête brute et les sources sur Wikidata.
| Année | Passagers (total) | Variation (%) |
| ----- | ----------------- | ------------- |
| 2003  | 21 020            | 66,2 %        |
| 2004  | 27 574            | 31,2 %        |
| 2005  | 36 261            | 31,5 %        |
| 2006  | 40 601            | 12 %          |
| 2007  | 112 854           | 178 %         |
| 2008  | 116 492           | 3,2 %         |
| 2009  | 195 772           | 68 %          |
| 2010  | 240 735           | 23 %          |
| 2011  | 336 961           | 40 %          |
| 2012  | 393 352           | 16,7 %        |
| 2013  | 307 488           | 21,8 %        |
| 2014  | 313 376           | 1,9 %         |
| 2015  | 364 492           | 16,3 %        |